# قائمة رؤساء جيبوتي
رئيس جيبوتي هو المنصب الأعلى في جيبوتي. الرئيس الحالي هو إسماعيل عمر جيله. كان هناك حد للعد الفترات بفترتين في دستور جيبوتي. إلا أن ألغي في عام 2010.

## القائمة
الأحزاب السياسية
| No.                    | الصورة | الاسم (الميلاد–الوفاة)         | الانتخابات                  | الفترة        | الفترة      | الفترة             | الحزب السياسي                     |
| No.                    | الصورة | الاسم (الميلاد–الوفاة)         | الانتخابات                  | استلم المنصب  | ترك المنصب  | المدة              | الحزب السياسي                     |
| ---------------------- | ------ | ------------------------------ | --------------------------- | ------------- | ----------- | ------------------ | --------------------------------- |
| • جيبوتي (1977–الآن) • |        |                                |                             |               |             |                    |                                   |
| 1                      |        | حسن جوليد أبتيدون (1916–2006)  | 1981 ‏ 1987 1993 ‏            | 27 يونيو 1977 | 8 مايو 1999 | 21 سنوات و315 أيام | التجمع الشعبي من أجل التقدم       |
| 2                      |        | إسماعيل عمر جيلي (مواليد 1947) | 1999 ‏ 2005 ‏ 2011 ‏ 2016 2021 | 8 مايو 1999   | في المنصب   | 26 سنوات و12 أيام  | التجمع الشعبي من أجل التقدم (UMP) |